# Bắn súng (thể thao)

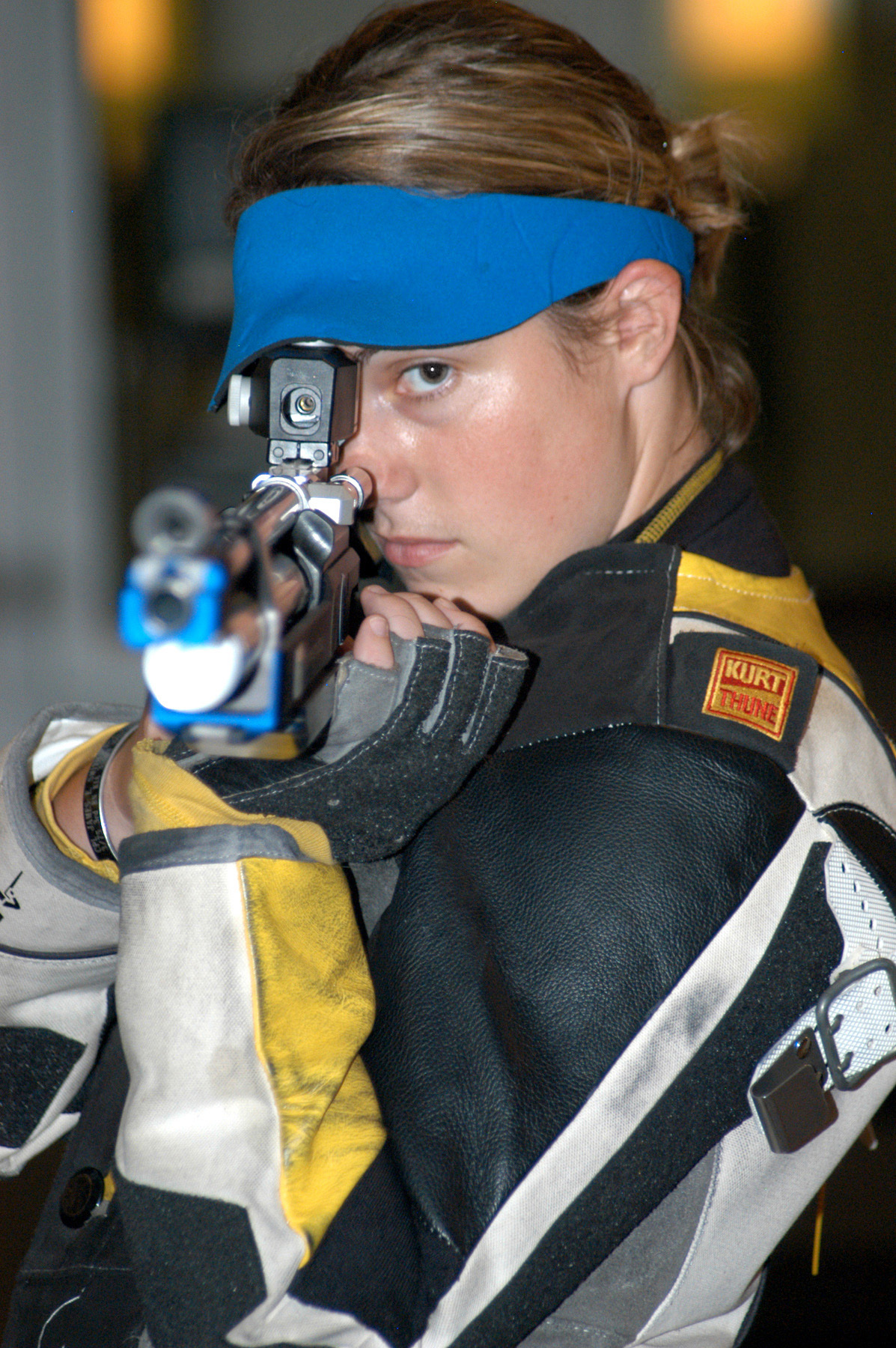
Hattie Johnson với súng trường hơi

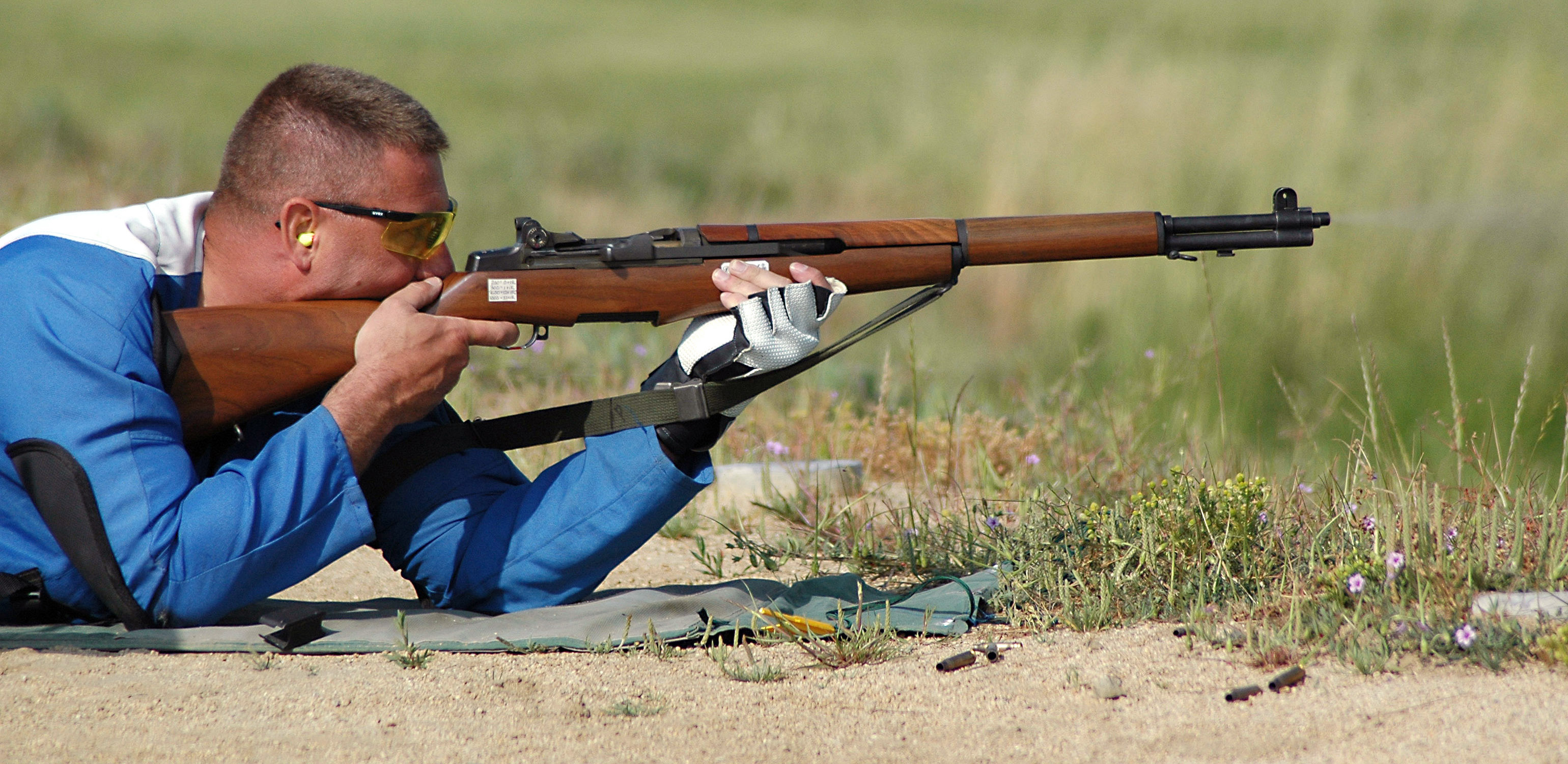
bắn súng ở Mỹ với M1 Garand.

Bắn súng là một môn thể thao mà trong đó người chơi dùng 1 khẩu súng (bất cứ loại súng nào trong chương trình thi đấu) bắn vào một tấm bia giấy hoặc bia điện tử. Ai bắn vào tâm của bia thì sẽ được điểm cao nhất (thông thường là 10 điểm), càng xa tâm bia thì số điểm kiếm được càng ít.
Bắn súng là môn thể thao rất phổ biến trên toàn thế giới. Nó luôn được cho vào danh sách các môn trong Thế vận hội Mùa hè và cũng là một trong những môn thể thao lâu đời. Tại Việt Nam những năm gần đây, các vận động viên bắn súng cũng có những thành tích khả quan tại Sea Games cũng như các giải quốc tế lớn khác. Đặc biệt vào năm 2016, xạ thủ Hoàng Xuân Vinh trở thành người đầu tiên đoạt huy chương bắn súng tại Thế vận hội Mùa hè 2016, đồng thời cũng là huy chương vàng đầu tiên của đoàn Việt Nam ở nội dung 10m súng ngắn hơi nam.

## Luật chơi
Người chơi dùng 1 khẩu súng (bất cứ loại súng nào trong chương trình thi đấu) bắn vào một tấm bia giấy hoặc bia điện tử. Ai bắn vào tâm của bia thì sẽ được điểm cao nhất (thông thường là 10 điểm), càng xa tâm bia thì số điểm kiếm được càng it

## Những vận động viên nổi tiếng

### Việt Nam
- Trần Oanh
- Nguyễn Mạnh Tường
- Hoàng Xuân Vinh
- Trần Quốc Cường